# Gölsjön (Ronneby socken, Blekinge)
Gölsjön är en sjö i Ronneby kommun i Blekinge och ingår i Ronnebyåns huvudavrinningsområde.